# Velagliflozin
Velagliflozin (INN, Handelsname: Senvelgo) ist ein oral zu applizierendes Antidiabetikum zur Behandlung des Diabetes mellitus bei Katzen. Es ist das erste oral verabreichbare Mittel für Katzen mit Zulassung in der Europäischen Union und gehört zur Gruppe der SGLT-2-Hemmer (Gliflozine). Chemisch ist es ein aromatisches C-Glycosid der Glucose.

## Wirkung
Als SGLT-2-Hemmer blockiert der Wirkstoff den SGLT-2 (sodium-glucose linked transporter 2), einen Transporter im proximalen Nierenkanälchen, und führt damit zu einer blutzucker- und insulinunabhängigen Ausscheidung von Blutzucker über den Urin und damit zu einer Blutzuckersenkung. Die maximale Plasmakonzentration wird bei nüchternen Katzen nach 0,5 bis 1 Stunde erreicht. Die Bioverfügbarkeit beträgt 96 %, die Plasmaproteinbindung etwa 93 %. Velagliflozin wird nahezu unverändert über den Kot ausgeschieden.

## Nebenwirkungen
Wie bei allen SGLT-2-Hemmern besteht das Risiko einer diabetischen Ketoazidose, weshalb in der Anfangsphase eine regelmäßige Untersuchung auf Ketokörper im Blut oder Urin erfolgen sollte. Zu Beginn der Behandlung kann ein weicherer Stuhl auftreten. Durch die Zuckerausscheidung im Urin kann es vermehrt zu Harnwegs- oder Genitalinfektionen kommen. Weitere unerwünschte Arzneimittelnebenwirkungen sind Erbrechen, Gewichtsverlust, vermehrter Durst und vermehrtes Urinieren sowie eine Urämie.

## Kontraindikationen
Velagliflozin darf nicht bei Vorliegen einer Ketoazidose eingesetzt werden. Bei Erstdiagnose des Diabetes und gleichzeitiger Inappetenz oder Austrocknung sollte nicht mit der Behandlung begonnen werden. Weitere Anwendungsbeschränkungen bestehen bei starker Abmagerung, starkem Durchfall, Pankreatitis, chronischer Nierenerkrankung und Gelbsucht.